# 尼日利亞足球協會
尼日利亞足球協會是專門管轄尼日利亞足球事務的組織。尼日利亞足球協會成立於1945年，並在同年加入國際足協。此外，它還是非洲足協和西非洲足球聯會的成員之一。

## 外部連結
- 官方網頁
- 國際足協網頁 （页面存档备份，存于）
- 非洲足協網頁 （页面存档备份，存于）